# روبين دونالد
روبين دونالد (بالإنجليزية: Robyn Donald)‏ (1940 في نيوزيلندا)؛ روائية نيوزيلندية، عُرِفت بأعمالها الرومانسية.